# Festival cinematografico internazionale di Mosca 2011
La 33ª edizione del Festival cinematografico internazionale di Mosca si è svolta a Mosca dal 23 giugno al 2 luglio 2011.
Il Giorgio d'Oro fu assegnato al film spagnolo Las olas diretto da Alberto Morais.

## Giuria
- Geraldine Chaplin ( Stati Uniti - Presidente della Giuria)
- Amos Gitai ( Israele)
- Nikolaj Dostal' ( Russia)
- Károly Makk ( Ungheria)
- Javier Martín Domínguez ( Spagna)

## Film in competizione
| Film                                          | Regista                           | Nazione                        |
| --------------------------------------------- | --------------------------------- | ------------------------------ |
| Visszatérés                                   | Judit Elek                        | Ungheria, Romania, Svezia      |
| Las olas                                      | Alberto Morais                    | Spagna                         |
| La otra familia                               | Gustavo Loza                      | Messico                        |
| W imieniu diabła                              | Barbara Sass                      | Polonia                        |
| Joanna                                        | Feliks Falk                       | Polonia                        |
| Kecove                                        | Ivan Vladimirov e Valeri Jordanov | Bulgaria                       |
| La vita facile                                | Lucio Pellegrini                  | Italia                         |
| Fùchóu zhě zhī sǐ                             | Wong Ching-po                     | Hong Kong                      |
| Ushenod mgoni movkvdebi                       | Levan Tutberidze                  | Georgia                        |
| Montevideo, Bog te video                      | Dragan Bjelogrlić                 | Serbia                         |
| Postcard (Ichimai no hagaki)                  | Kaneto Shindō                     | Giappone                       |
| American Translation                          | Pascal Arnold e Jean-Marc Barr    | Francia                        |
| Serdca bumerang                               | Nikolaj Chomeriki                 | Russia                         |
| Tabu - Es ist die Seele ein Fremdes auf Erden | Christoph Stark                   | Austria, Germania, Lussemburgo |
| Lodcházení                                    | Václav Havel                      | Repubblica Ceca                |
| Šapito-šou                                    | Sergej Loban                      | Russia                         |
| Escalade                                      | Charlotte Silvera                 | Francia, Spagna                |

## Premi
- Giorgio d'Oro: Las olas, regia di Alberto Morais
- Premio Speciale della Giuria: Šapito-šou, regia di Sergej Loban
- Giorgio d'Argento:
  - Miglior Regista: Wong Ching-po per Fùchóu zhě zhī sǐ
  - Miglior Attore: Carlos Álvarez-Nóvoa per Las olas
  - Miglior Attrice: Urszula Grabowska per Joanna
  - Menzione Speciale della Giuria: Ivan Vladimirov e Valeri Jordanov per Kecove
- Giorgio d'Argento per il Miglior Film nella Competizione Prospettiva: Anarchija Žirmūnuose, regia di Saulius Drunga
  - Menzione Speciale della Giuria nella Competizione Prospettiva: BAgI, regia di Andrej Bogatyrëv
- Premio Speciale per un eccezionale contributo al mondo del cinema: John Malkovich
- Premio Stanislavskij: Helen Mirren